# 誰害怕同行評審？

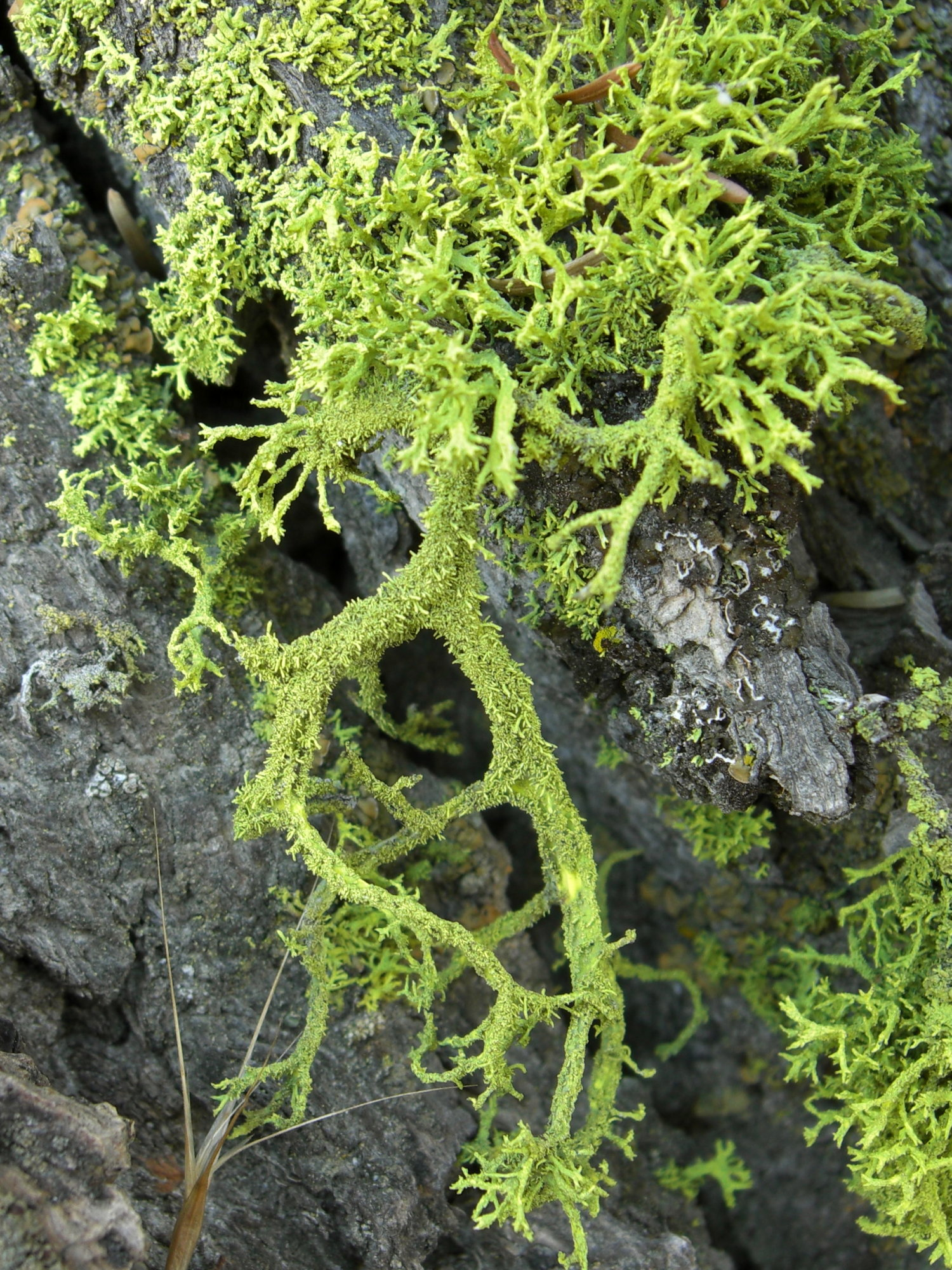
Letharia vulpina，虛構學術論文中此地衣被訛作具有抑制癌症的分子。

《誰害怕同行評審？》（英語：Who's Afraid of Peer Review?）為《科學》記者約翰·伯罕農於2013年10月4日發表的文章，講述其對付費開放取用科學期刊的同行評審程序所進行的調查。2013年1月至8月，伯罕農向304份付費開放取用出版商發佈的學術期刊提交了虛假學術論文。他稱文章内容“錯誤百出、科學謬論顯而易見，應當被期刊編輯及同行評審員立馬退貨”，唯最後60%的學術期刊通過了伯罕農杜撰的論文。

## 背景
2000年，付費開放取用科學項目開始出現，當中包括當年成立的及公共科學圖書館。這類學術期刊不對讀者徵收訂閲費，而是向提交論文的作者（或其資助者）徵收出版費，論文公諸於世後供讀者在網上免費讀取。此類模式稱作“金色開放取用”，被視爲是開放取用出版模式永續經營的其中一種手段。亦有出版商采用延遲開放取用模式經營，論文發表後短時間内需付費查閲，唯過了指定時間後則可免費讀取。這兩種開放取用出版模式日益盛行，2011年發表的學術論文中，於2013年時至少有一半可以在網上免付費公開取得。
鑒於創立出版社的門檻不高，且獲利快速、回酬高，市場上開始冒出“掠奪性出版社”。這類出版商發表低質量的學術期刊，編審控制與同行評審程序形同虛設，爲了盡可能賺取更多出版費而不顧品質發表每一篇接獲投稿的論文。一些出版方甚至盜用知名科學家名堂，稱其為期刊編輯或同行評審員，讓論文作者信以爲真。亦有出版商故意混淆出版社地址和真實身份。此類詐騙型出版商層出不窮，而科學界對於應當采取什麽行動應對，也是議論紛紛。

## 調查方法

### 虛假論文
伯罕農運用創建了“科學版本的”。論文的基本脈絡為“品種Y地衣的X分子抑制Z癌細胞的生長”。他創建的數據庫記有各種分子、地衣及癌細胞，用作X、Y和Z的替代詞。每一篇論文的數據及結論都一樣，内容大意指發現了一種從地衣身上提取的成分可用作新型抗癌藥物，但所提供的數據其實都無法支撐結論，且有明顯破綻。作者身份及所屬機構也全數虛構。

### 選定出版商
伯罕農參考了首次點出掠奪性出版社廣泛存在的傑弗里·比爾所發表的比爾列表，此列表由比爾個人創建，列出他認爲是以掠奪性模式經營的出版社。伯罕農也參考了正規的開放取用期刊指南，在結合兩者後整理出了一份詳盡的付費開放取用出版商列表。他隨後開始篩選，用英文發表、收取出版費、至少出版一份醫學、生物學或化學期刊的304家出版社獲保留，其中有167家為成員，121家為比爾列表所稱的掠奪性出版商，另有16家出版商為成員，但同時也在比爾列表上榜上有名。此次調查專注在付費開放取用期刊，伯罕農拒絕將其他開放取用模式或付費訂閲型科學期刊囊括在調查内，他認爲傳統科學期刊的評閲時間太冗長。也正因如此，此次調查未有對不同經營模式的學術期刊品質作對比。

## 調查結果

### 通過駁回
總計304份科學期刊中，157份通過了伯罕農杜撰的論文，98份駁回，剩餘49份中有29份期刊的網站失效，另20份在伯罕農發佈文章時仍未完成審閲。完成審閲的255份期刊中，約60%很可能在完全沒有進行同行評審下就決定通過或回拒論文。在未經同行評審之下即刻駁回論文或展示了編輯部的篩濾職能，但未經同行評審之下通過論文則顯示了此類期刊審閲論文的程序存在重大紕漏。僅36份期刊點出了論文的科學性謬誤，其中16份科學期刊雖指論文品質較差甚至毫不留情地抨擊，但最後仍通過了論文。接受這篇虛假論文的不乏知名研究院及出版公司旗下的期刊，其中就包括了愛思唯爾、賽吉、威科集團（旗下的）及數所大學。
公共科學圖書館及發行的科學期刊駁回了這份僞造論文。其中，進行的同行評審可説是最為嚴謹，且是唯一一份指出論文倫理缺陷的科學期刊。該刊發現此研究在使用動物製造癌症細胞株時，沒有詳細將對待動物的方式記錄在案。

### 比爾列表
比爾列表中榜上有名且完成評閲的期刊中，有82%通過了該篇論文。伯罕農表示“這證明比爾在追查品質管制不達標的出版商方面相當出色”。傑弗里·比爾則認爲此調查肯定了他嘗試鑒定掠奪性出版商的努力。然而，餘下18%被比爾歸類爲掠奪性出版的期刊則沒有接受此僞造論文，科學傳播員菲爾·戴維斯（Phil Davis）就表示“這代表比爾列表中每五份期刊中就有其中一份被污衊”。
完成了論文審閲的開放取用期刊指南成員中，有45%通過論文。隨後發佈文告指正在實行新的收錄制度。

### 環球詐騙期刊地圖
《科學》發表這篇調查報告的同時，也公佈了出版商、編輯與銀行賬戶所在地地圖，並以紅綠兩色區分通過或回拒僞造論文的期刊。《科學》通過電郵查獲的IP地址、WHOIS及繳付出版費所取得的銀行發票鑒定地點。印度的付費開放取用出版商數量爲全球之冠，其中65家通過了這篇錯漏百出的論文，僅15家駁回。美國次之，29家出版社通過論文，26家駁回。尼日利亞是非洲國家當中最多付費開放取用出版商的，且全數接受了這篇虛假論文。

## 回應

### 開放取用出版商
調查報告公佈後，個別出版商宣佈將至少三份科學期刊撤出市場。表示該指南正審查會員列表，且實行更嚴謹的入圍標準。開放取用學術出版者協會成立委員會，調查該會其中三家出版商成員通過僞造學術論文一事。2013年11月11日，終止德孚醫藥出版社及希卡里（Hikari Ltd.）的會籍，而賽吉則被標記為“審查中”，長達半年。賽吉出版社發佈文告指該社正審核通過虛假論文的期刊，但不會就此停刊。賽吉在改進期刊編輯機制后，在的審查階段尾聲時重獲會籍。2015年9月，在審核了德孚醫藥出版社新定制的編輯及同行評審機制後，允許德孚重返該會。

### 科學界
報告出爐數小時後，《科學》的調查工作引來了開放取用運動支持者的猛烈抨擊。
公共科學圖書館的創始人之一邁克爾·艾森是第一位批判調查的大牌人物。他在個人部落格寫道：“《科學》（唯非伯罕農）所作所爲，即指科學出版的問題在於開放取用模式使網絡詐騙可行，就好像在說國際金融行業的問題在於促使尼日利亞詐騙案發生。科學出版所面對的疑難根深蒂固。然而解決問題的辦法不是推翻開放取用出版模式，是搞好同行評審。”艾森也諷刺如《科學》這般的付費閲讀期刊發表此類調查是自打嘴巴，因爲《科學》的同行評審也曾在砷元素DNA論文事件中通過存有紕漏的學術研究。
在一場由哈佛開放取用計劃領導人彼得·薩伯主持的討論會中，艾森與伯罕農就此事展開對話。艾森炮轟伯罕農的調查對開放取用運動造成名譽上的傷害。他對伯罕農說：“你的研究特別針對了開放取用期刊，無論你是否有此意，都强烈隱射著開放取用期刊更可能進行品質低劣的同行評審，因此應該遭受更嚴厲的審核。”伯罕農回應稱此類批評就像是“狙擊信使”（遷怒於揭發壞消息的人）。
另一方面，多個單位站出來支持是次調查，且表示對論文騙局感到擔憂。出版倫理委員會則回應稱：“無可否認此事揭發了很多問題……但我認爲這可能不是《科學》進行調查的主要目的。”

## 影響
科學家探討了使同行評審透明化的多個提議。若實行開放同行評審，科學期刊就必須公佈同行評審報告，完全沒有同行評審程序的掠奪性期刊則將自曝其短，抑或需僞造文件。另有科學家建議更嚴謹地篩濾期刊，並授權由或等負責。也收緊了期刊入選制度，希望收錄在該指南内的期刊可作爲可信期刊的公衆指引，與比爾列表列出掠奪性期刊作用相似，唯内容相反。

## 外部鏈接
- http://www.sciencemag.org/content/342/6154/60.full （页面存档备份，存于）
- 研究數據 （页面存档备份，存于）
- 互動性地圖 （页面存档备份，存于）